# 釜山日本人学校
釜山日本人学校（ぷさんにほんじんがっこう）は、大韓民国釜山広域市水営区にある日本人学校。

## 沿革
- 1974年 4月27日 - 釜山補習授業校の開設許可。
- 1975年 1月14日 - 外務省より釜山日本人学校設立許可。
- 1975年 8月20日 - 釜山日本人学校校舎建築竣工。
- 1975年 10月1日 - 釜山日本人学校開校。
- 1976年 4月6日 - 第1回入学式。
- 2020年 4月23日 - 第45回入学式。
- 2025年 4月　　  - 第50回入学式を迎える。

## 性格
(1)本校は、日本国文部科学省・外務省及び韓国政府文教部・外務部の認可を得、日本における公立学校の教育課程と同等であると認められているが、韓国においては韓国教育法に基づく各種学校として位置づけられている。
(2)本校は、小学部及び中学部から構成される。入学資格は韓国政府の要望により「在日韓国僑胞子女」にも開かれている。
(3)本校の教職員は、日本国文部科学省より派遣されている派遣教員及び釜山日本人会学校運営委員会が採用する現地教職員によって構成される。
(4)本校の教育課程は、日本国文部科学省の定める学習指導要領に準拠する。ただし教科・道徳・特別活動に適宜、現地素材を教材かして取り入れているほか、韓国語及び英語を特設している。(小学1年より、韓国語と英会話の授業がある。)

## 教育基本方針
ア：校長を中心とした組織的で迅速な対応の出来る学校を目指し時代や社会要請にしっかり応える。
イ：本校教育は、日本国憲法、教育基本法、学校教育法及び学習指導要領に準じて行う。
ウ：多様な価値を理解し、共生できる、視野の広い国際性豊かな人格の育成を目指す。
エ：小規模校の特性を生かし教育内容をより充実する。

## 教育目標(校訓)
「明るく」　-　やさしく友だちを照らし笑顔がたえない子ども
「正しく」　-　心理と正義を愛する意思が強い子ども
「たくましく」　-　心身が元気で意欲をもって生きる子ども